# Estaminódio

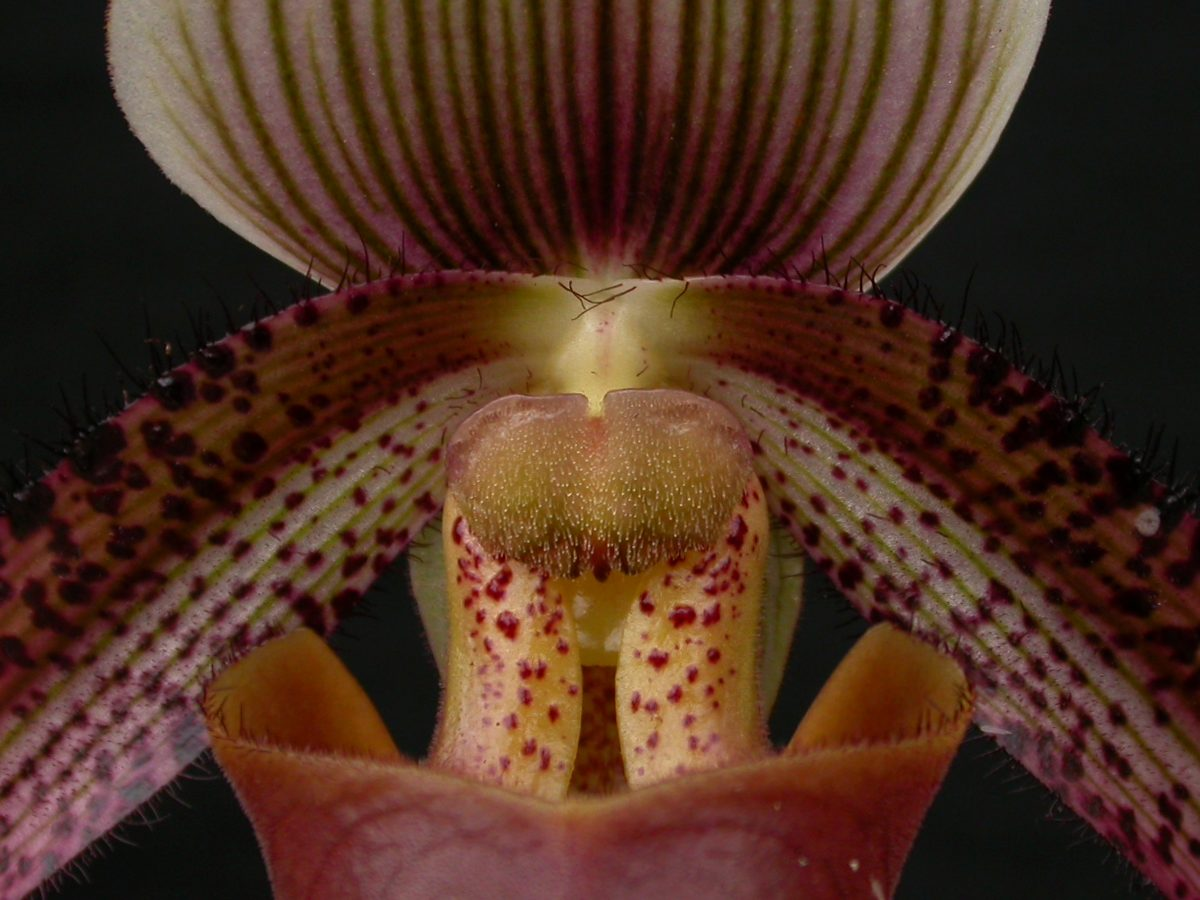
Detalhe do estaminoide de um Paphiopedilum ciliolare onde vê-se o formato de escudo e pilosidades.

Estaminódio ou estaminoide é um termo botânico para estame de tamanho reduzido, rudimentar ou modificado, sem antera ou, raramente, antera sem pólen, não tendo a função original de produzir pólen, ou seja, é estéril. Às vezes tem a forma de uma pétala, sendo vistoso.
Os estaminódios estão frequentemente dissimulados e parecem estames. Normalmente ocorre no verticilo interior da flor.
Por vezes, os estaminódios estão modificados para produzir néctar, como no género Hamamelis.
Os estaminódios podem ser uma característica decisiva para diferenciar espécies, especialmente em  orquídeas do género  Paphiopedilum.

## Famílias com estaminódio

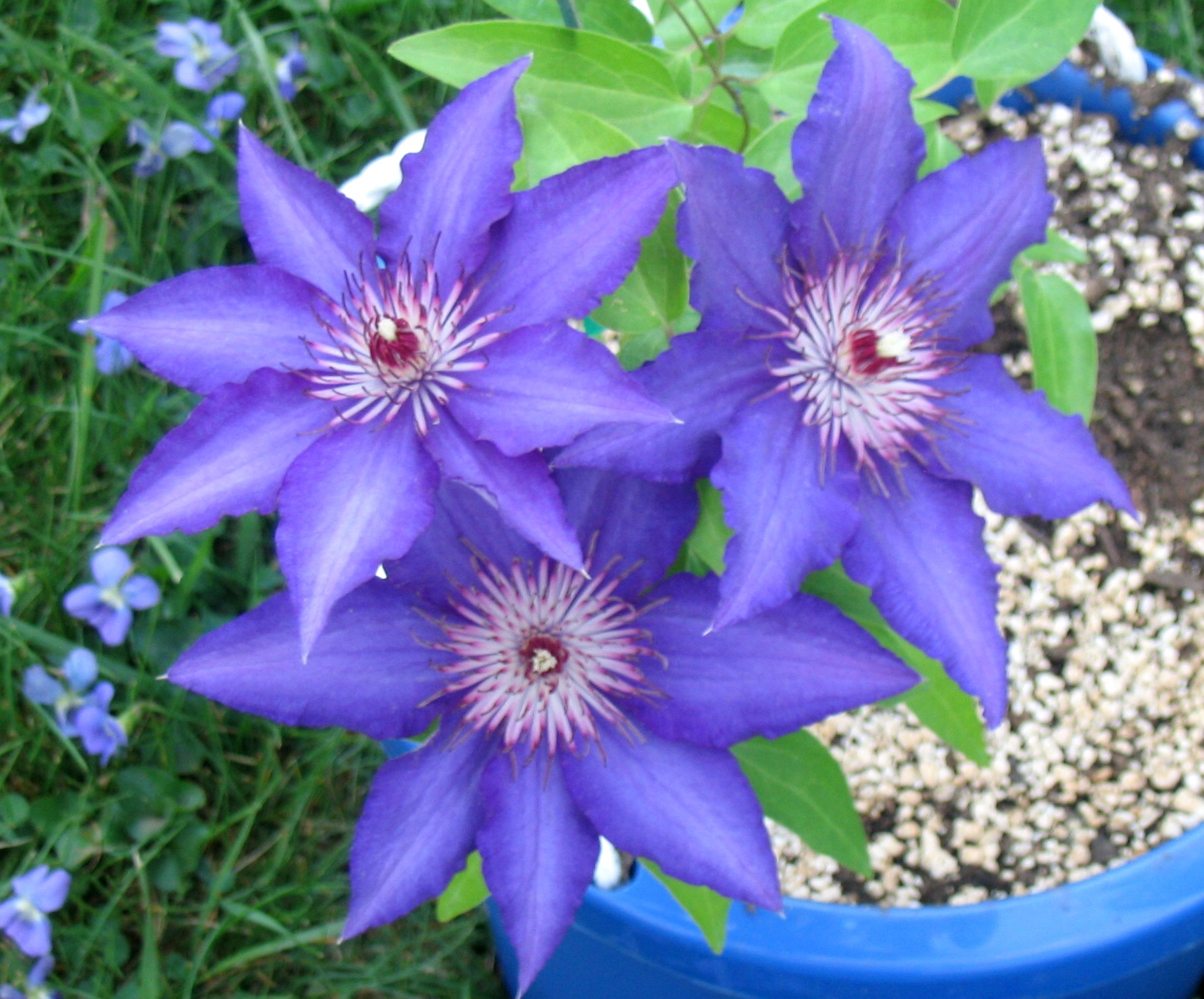

- Bignoniaceae
- Malpighiaceae